# Kanton Saint-Lizier
Kanton Saint-Lizier (francouzsky Canton de Saint-Lizier) je francouzský kanton v departementu Ariège v regionu Midi-Pyrénées. Tvoří ho 16 obcí.

## Obce kantonu
- La Bastide-du-Salat
- Betchat
- Caumont
- Cazavet
- Gajan
- Lacave
- Lorp-Sentaraille
- Mauvezin-de-Prat
- Mercenac
- Montesquieu-Avantès
- Montgauch
- Montjoie-en-Couserans
- Prat-Bonrepaux
- Saint-Lizier
- Taurignan-Castet
- Taurignan-Vieux